# Moislains
Moislains – miejscowość i gmina we Francji, w regionie Hauts-de-France, w departamencie Somma.
Według danych na rok 2011 gminę zamieszkiwało 1246 osób, a gęstość zaludnienia wynosiła 60 osób/km² (wśród 2293 gmin Pikardii Moislains plasuje się na 207. miejscu pod względem liczby ludności, natomiast pod względem powierzchni na miejscu 75.).